# Jakub I. Aragonský
Jakub I. Dobyvatel (španělsky Jaime I. el Conquistador, katalánsky Jaume I. el Conqueridor, 2. února 1208 Montpellier – 27. července 1276 (Alcire) Valencie) byl od roku 1213 aragonský král z dynastie barcelonské, od roku 1229 králem Mallorky a od roku 1238 králem Valencie.

## Život

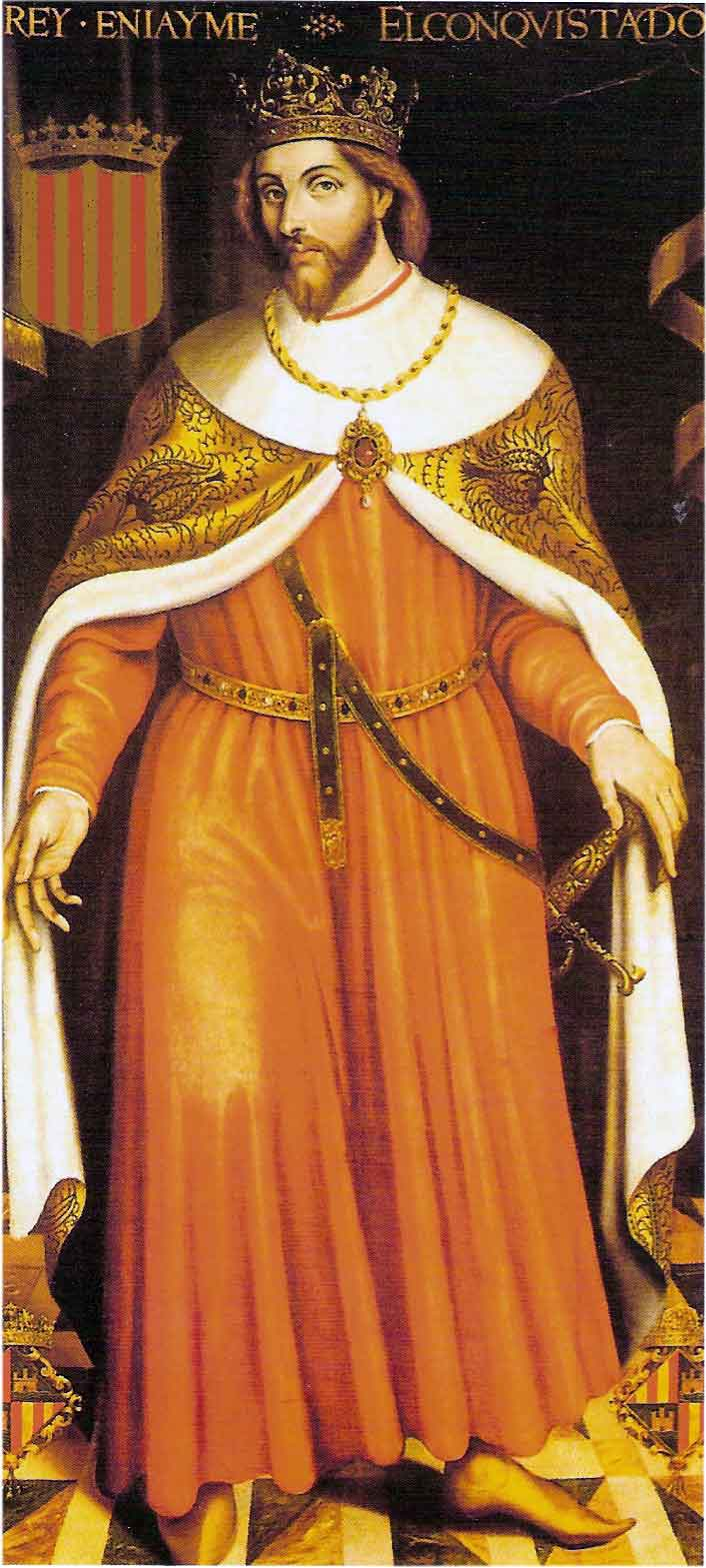
Jakub I. Aragonský

Byl jediným synem a dědicem krále Petra II. a Marie, dcery Viléma VIII. z Montpellieru. Roku 1211 jej otec v souvislosti s plánovanými zásnubami a snahou utišit ožehavou politickou situaci v Akvitánii předal do výchovy vůdce křižácké výpravy Šimona z Montfortu. O dva roky později se oba muži střetli v bitvě u Muretu, kde král Petr zemřel a pětiletý následník zůstal nadále u Montforta. Na základě žádosti Sancha, strýce zesnulého krále, byl chlapec roku 1214 vrácen do Aragonie a předán na výchovu templářskému řádu. Sancho byl stanoven regentem království, ve funkci zůstal do roku 1218.
Jakub se roku 1221 oženil s kastilskou princeznou Eleonorou a roku 1229 byl sňatek po narození syna Alfonse anulován údajně z důvodu blízkého příbuzenství manželů. Syn Alfons byl uznán legitimním, ale následníkem trůnu se pro jeho brzký skon stal syn z Jakubova nového manželství s Jolandou Uherskou.
Roku 1244 dobyl král muslimskou Játivu u Valencie a získal tak pod kontrolu výrobnu papíru. Místo pergamenu se začal používat papír. Jakub I. je autorem svého vlastního životopisu pod názvem Kniha o hrdinských činech (Llibre dels Feyts). Pohřben je v cisterciáckém klášteře v Pobletu. Jeho náhrobek byl roku 1835 zničen společně s ostatními a ve 20. století byl rekonstruován Fredericem Marèsem.